# ذبابيات منشارية متوسطة الحجم
ذبابيات منشارية متوسطة الحجم أو فصيلة برجيدي (الاسم العلمي: Pergidae)، هي فصيلة حشرات متوسطة القد من عديمات الخصر ورتبة غشائيات الأجنحة. توجد في نصف الكرة الأرضية الغربي والقارة الاسترالية هناك نحو 450 نوع موصوف، وهي ثالث أكبر فصيلة في عديمات الخصر.